# 岡山県道39号備前牛窓線
岡山県道39号備前牛窓線（おかやまけんどう39ごう びぜんうしまどせん）は、岡山県備前市から瀬戸内市に至る県道（主要地方道）である。

## 概要

### 路線データ
- 起点：岡山県備前市浦伊部（松本橋交差点、国道250号交点）
- 終点：岡山県瀬戸内市牛窓町牛窓（紺浦交差点、岡山県道28号岡山牛窓線交点）

## 歴史
- 1993年（平成5年）5月11日 - 建設省から、県道備前牛窓線が備前牛窓線として主要地方道に指定される[1]。

## 路線状況

### 重複区間
- 岡山県道226号牛窓邑久西大寺線（瀬戸内市牛窓町長浜）

### 道路施設

#### 橋梁
- 松本橋（馬場川、備前市）
- かわぐち橋（新田川、備前市）

## 地理

### 通過する自治体
- 備前市
- 瀬戸内市

### 交差する道路
| 交差する道路                                   | 市町村名 | 交差する場所         | 交差する場所                    |
| ---------------------------------------------- | -------- | -------------------- | ------------------------------- |
| 国道250号                                      | 備前市   | 浦伊部（うらいんべ） | 松本橋交差点 / 起点             |
| 岡山県道182号鶴海港線                          | 備前市   | 鶴海                 |                                 |
| 岡山県道222号福谷小才線                        | 備前市   | 佐山                 |                                 |
| 岡山県道83号飯井宿線                           | 瀬戸内市 | 長船町飯井（いい）   | 飯井交差点                      |
| 岡山県道397号寒河本庄岡山線 / 岡山ブルーライン | 瀬戸内市 | 邑久町本庄           | 邑久IC                          |
| 岡山県道224号瀬西大寺線                        | 瀬戸内市 | 邑久町本庄           | 本庄交差点                      |
| 岡山県道225号虫明長浜線                        | 瀬戸内市 | 牛窓町長浜           | 長浜交差点                      |
| 岡山県道226号牛窓邑久西大寺線 重複区間起点     | 瀬戸内市 | 牛窓町長浜           |                                 |
| 岡山県道226号牛窓邑久西大寺線 重複区間終点     | 瀬戸内市 | 牛窓町長浜           |                                 |
| 岡山県道28号岡山牛窓線                         | 瀬戸内市 | 牛窓町牛窓           | 紺浦（こんのうら）交差点 / 終点 |

### 沿線
- 備前市総合運動公園
- 備前市立東鶴山小学校
- 竹久夢二生家
- 瀬戸内市消防本部
- 瀬戸内市役所牛窓庁舎（終点付近）